# Ambassade de Guinée au Brésil
L'ambassade de Guinée au Brésil est la principale représentation diplomatique de la république de Guinée au Brésil.
Il est installé dans une maison louée sur le Lago Sul dans la capital Brasilia.

## Consulat
En plus de l'ambassade, le pays dispose également d'un consulat à São Paulo.

## Histoire
Le Brésil et la Guinée n'ont établi des relations diplomatiques qu'en 1973, alors que le premier reconnaissait l'indépendance du second depuis 1958.
L'ambassade de Guinée à Brasilia a été fondée en 2005, et l'année suivante, 2006, l'ambassade du Brésil dans la capitale de la Guinée (Conakry).

### Liste des ambassadeurs
| N° | Nom et prénoms  | titre de fonction   | Début            | Fin             |
| -- | --------------- | ------------------- | ---------------- | --------------- |
| 01 | Kabinet Condé   | ambassadeur         |                  | 4 février 2022  |
| 02 | Abou Sylla      | Chargé des affaires | 9 février 2022   | 11 octobre 2023 |
| 03 | Ibrahima Komara | ambassadeur         | 11 octobre 2023, | En cours        |

## prestations de service
L'ambassade fournit des services de protocole pour les représentations étrangères, comme l'assistance aux Guinéens vivant au Brésil et aux visiteurs en provenance de Guinée ainsi qu'aux Brésiliens qui souhaitent visiter ou s'installer dans le pays africain. Le flux de Brésiliens en Guinée a augmenté avec la présence de plusieurs multinationales brésiliennes telles que Vale et OEA, mais a diminué avec la crise dans les deux pays. En plus de l'ambassade de Brasilia, la Guinée dispose d'un autre consulat général à São Paulo.
D'autres actions qui passent par l'ambassade sont les relations diplomatiques avec le gouvernement brésilien dans les domaines politique, économique, culturel et scientifique. Les deux pays ont maintenu un accord de coopération technique depuis 2016 et ont intensifié leurs contacts et leurs relations bilatérales,.